# Тюлько-Тамак
Тюлько-Тамак (баш. Төлкөтамаҡ) — деревня в Иглинском районе Республики Башкортостан Российской Федерации. Входит в состав Красновосходского сельсовета. 

## География

### Географическое положение
Расстояние до:
- районного центра (Иглино): 94 км,
- центра сельсовета (Красный Восход): 9 км,
- ближайшей ж/д станции (Улу-Теляк): 8 км.

## Население
| 2002 | 2009 | 2010 |
| ---- | ---- | ---- |
| 128  | ↘113 | ↘101 |

Национальный состав
Согласно переписи 2002 года, преобладающие национальности — башкиры (56 %), татары (34 %).